# انریکه آدولفو خیمنز
انریکه آدولفو خیمنز (انگلیسی: Enrique Adolfo Jiménez; زاده ۸ فوریهٔ ۱۸۸۸ – درگذشته ۲۸ آوریل ۱۹۷۰) دیپلمات و سیاستمدار اهل پاناما بود. وی از ۱۵ ژوئن ۱۹۴۵ تا ۷ اوت ۱۹۴۸ رئیس‌جمهور پاناما بود.
انریکه آدولفو خیمنز در ۲۸ آوریل ۱۹۷۰، در سن ۸۲ سالگی درگذشت.